# Zweden op het Eurovisiesongfestival 1969
Melodifestivalen 1969 was de tiende editie van de liedjeswedstrijd die de Zweedse deelnemer voor het Eurovisiesongfestival oplevert. Er werden 2402 liedjes ingezonden. Het was de eerste keer dat er een ex aequo was voor de eerste plaats. De winnaar werd bepaald door de regionale jury.

## Uitslag
| Plaats | Artiest            | Lied                          | Songwriters                      | Ptn     |
| ------ | ------------------ | ----------------------------- | -------------------------------- | ------- |
| 1ste   | Tommy Körberg      | Judy min vän                  | Roger Wallis, Britt Lindeborg    | 31 (54) |
| 2de    | Jan Malmsjö        | Hej clown                     | Benny Andersson, Lasse Berghagen | 31 (45) |
| 3de    | Sten Nilsson       | Gång på gång                  | Staffan Ehrling, Bo-Göran Edling | 13      |
| 4de    | Anni-Frid Lyngstad | Härlig är vår jord            | Ivan Renliden                    | 8       |
| 4de    | Ann-Louise Hanson  | Svensk flicka                 | Staffan Ehrling, Bo-Göran Edling | 8       |
| 6de    | Svante Thuresson   | Sommarflicka                  | Pugh Rogefeldt                   | 4       |
| 7de    | Lena Hansson       | Du ger mig lust att leva      | Johnny Carlsson                  | 3       |
| 8ste   | Inger Öst          | Du ser mig inte               | Berndt Öst, Peter Himmelstrand   | 1       |
| 9de    | Britt Bergström    | L, som i älskar dej           | Staffan Ehrling, Kerstin Lindén  | 0       |
| 10de   | Ola Håkansson      | Du skänker mening åt mitt liv | Pierre Isacsson                  | 0       |